# AV Motors

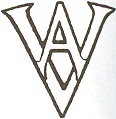
Logo der AV Motors Ltd.

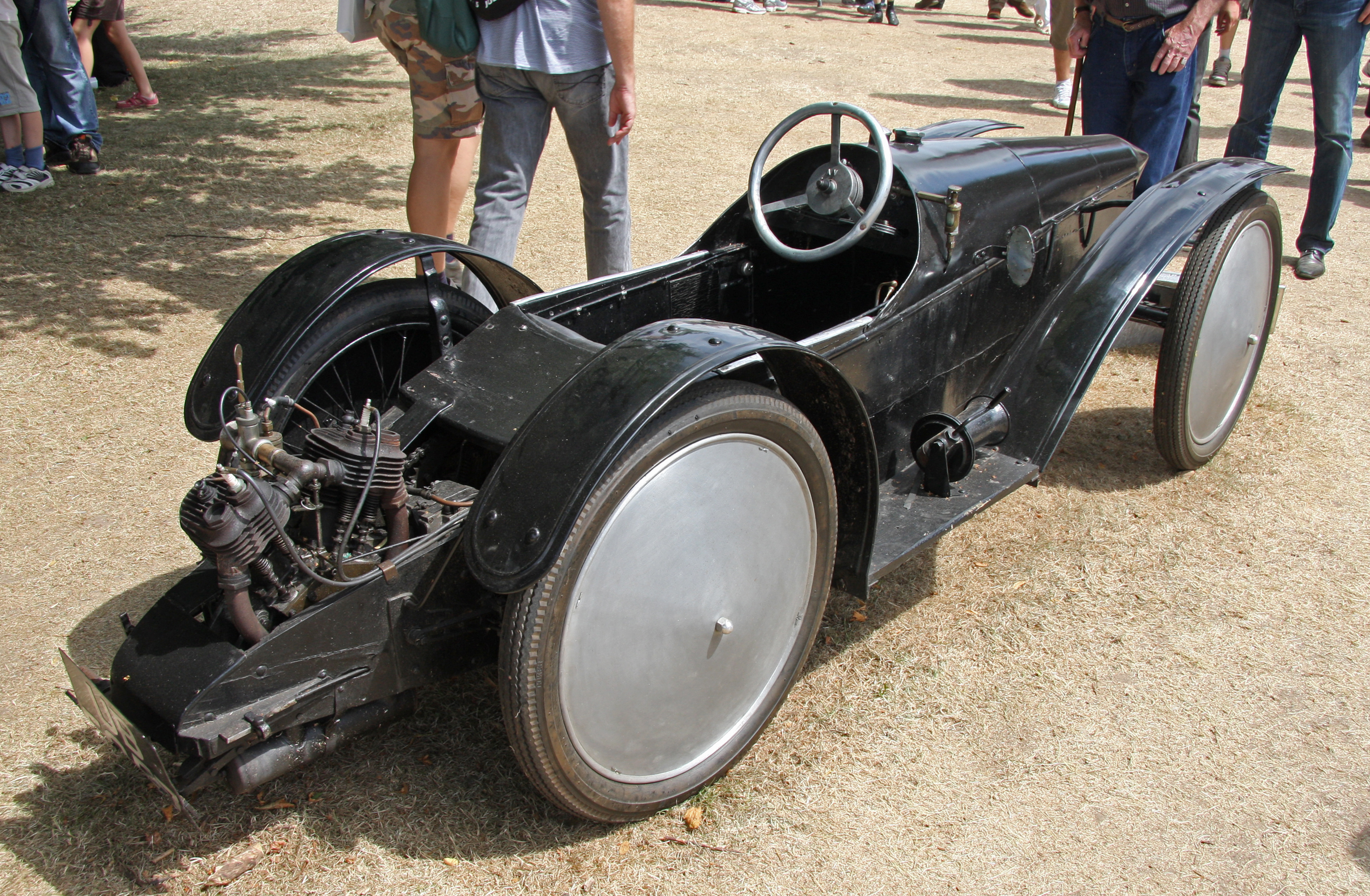
AV Monocar (1919)

Die AV Motors Ltd. war ein britischer Hersteller von Cyclecars, der zwischen 1919 und 1924 in der Somerset Road in Teddington (Middlesex) ansässig war. Gegründet wurde die Firma als Ward and Avey. Nach der Produktionseinstellung der AV-Wagen wurde daraus Jowett und später ein Händler der Rootes Group.

## Geschichte
Der AV, eines der erfolgreicheren Cyclecars, basierte auf der Konstruktion von Carden und entstand auch in dessen ehemaligen Fabrikgebäuden. Auf dem Höhepunkt der Fertigungsaktivität gab es 80 Angestellte.
Das erste Modell war der Einsitzer Monocar, das nur 762 mm breit war dessen Aufbauten von den Thames Valley Pattern Works zugeliefert wurden. Die Karosserien bestanden aus Holz. Sperrholz oder sogar nur gepresstem Papier. Der komplette Wagen wog nur 250 kg. Die luftgekühlten Motoren waren hinten eingebaut und leisteten 5–8 bhp (3,7–5,9 kW). Sie kamen meistens von J.A.P., manchmal auch von Blackburne oder M.A.G. Es gab zweistufige Planetengetriebe oder Dreigang-Stirnradgetriebe von Sturmey-Archer mit Kettenantrieb zur Hinterachse. Es gab eine Seilzuglenkung, wobei bei frühen Exemplaren die gesamte Vorderachse gedreht wurde (Drehschemellenkung). Einige hundert Stück dieses Wagens wurden gefertigt.
1920 kam zusätzlich ein Zweisitzer, das Bi-Car, bei dem der Beifahrer hinter dem Fahrer saß. Die Breite dieses Wagens betrug 914 mm. und etwa 50 Exemplare entstanden 1921 wurde auch ein konventionellerer Zweisitzer mit nebeneinander angeordneten Sitzen, genannt Runabout angeboten, dessen Karosserie 1067 mm breit und 3200 mm lang war.
Die Fertigung von Monocar und Bi-Car wurden 1922 eingestellt, aber der Runabout wurde bis 1924 weitergebaut und war danach noch auf Bestellung erhältlich. 1923 war der Firmennamen in AV Motors Ltd. geändert worden.

## Modelle
| Modell       | Bauzeitraum | Zylinder | Hubraum | Leistung                | Radstand |
| ------------ | ----------- | -------- | ------- | ----------------------- | -------- |
| Monocar 5 hp | 1919        | 2 V      | 654 cm³ | 5 bhp (3,7 kW)          | 1981 mm  |
| Monocar 6 hp | 1920–1922   | 2 V      | 770 cm³ | 6 bhp (4,4 kW)          | 2134 mm  |
| Monocar 8 hp | 1920–1922   | 2 V      | 864 cm³ | 8 bhp (5,9 kW)          | 1981 mm  |
| Bi-Car       | 1920–1922   | 2 V      |         | 8–10 bhp (5,9 – 7,4 kW) | 2286 mm  |
| Runabout     | 1921–1926   | 2 V      |         | 8–10 bhp (5,9–7,4 kW)   |          |